# Opération Claymore
 (janvier 2024).
Si vous disposez d'ouvrages ou d'articles de référence ou si vous connaissez des sites web de qualité traitant du thème abordé ici, merci de compléter l'article en donnant les références utiles à sa vérifiabilité et en les liant à la section « Notes et références ».
Seconde Guerre mondiale
Batailles
Front d'Europe de l'Ouest
- Campagnes du Danemark et de Norvège
- Bataille de France
- Bataille de Belgique
- Bataille des Pays-Bas
- Bataille d'Angleterre
- Blitz
- Opération Myrmidon
- Opération Ambassador
- Raid de Dieppe
- Sabordage de la flotte française à Toulon
- Bataille aérienne de Berlin
- Bataille de Normandie
- Débarquement de Provence
- Libération de la France
- Campagne de la ligne Siegfried
- Bataille du Benelux
- Poche de Breskens
- Bataille des Vosges (Bruyères)
- Bataille des Ardennes
- Bataille de Saint-Vith
- Siège de Bastogne
- Opération Bodenplatte
- Opération Nordwind
- Campagne de Lorraine
- Bataille d'Alsace (Forêt de la Hardt, Poche de Colmar Jebsheim)
- Campagne d'Allemagne
- Raid de Granville
- Libération d'Arnhem
- Bataille de Groningue
- Insurrection géorgienne du Texel
- Bataille de Slivice
- Capitulation allemande

Front d’Europe de l’Est

Campagnes d'Afrique, du Moyen-Orient et de Méditerranée

Bataille de l’Atlantique

Guerre du Pacifique

Guerre sino-japonaise

Théâtre américain
L'opération Claymore était le premier raid, pendant la Seconde Guerre mondiale, effectué sur les Îles Lofoten, le 4 mars 1941.

## Objectif et composition
L'opération Claymore fut mené par 800 hommes composant les commandos no 3 et 4 du 1st Special Service Brigade, renforcés par 52 Norvégiens de la Norwegian Independent Company 1 et des équipes de démolition venues du 55th Field Squadron des Royal Engineers.
L'objectif était la neutralisation des installations industrielles, des navires marchands, le recrutement de volontaires et de faire prisonniers les partisans du chef des collaborateurs Vidkun Quisling.

## L'opération
Les commandos firent un débarquement sans opposition et furent acclamés par la population.
Le butin le plus significatif de ce raid fut la capture d'une machine Enigma et ses livres de code sur le chalutier armé allemand Krebs. Ces codes de la marine de guerre allemande, que le Bletchley Park n'arrivait pas à déchiffrer, fournirent des renseignements permettant aux convois alliés d'éviter les concentrations de U-Boats.
Les forces alliées anglo-norvégiennes occupèrent Honningsvåg, Brettesnes, Stamsund et Svolvær pendant environ six heures.
Les commandos atteignirent leur objectif de destruction des usines d'huile de poisson et quelque 3 600 tonnes d'huile et de glycérine, une partie de cette huile était destinée à l'usage des armes ; ils coulèrent également un certain nombre de navires.

## Bilan militaire
Le bilan fut de :
- 11 navires coulés, totalisant 18 000 tonnes,
- 3 500 000 litres de pétrole brûlés,
- 216 Allemands et
- 60 collaborateurs des nazis norvégiens faits prisonniers,
- 314 Norvégiens engagés volontaires pour les forces de la Norvège libre.
- 3 600 tonnes d'huile et de glycérine détruites.
- Destruction des usines d'huile de poisson.
- Les Britanniques eurent un blessé.

Ce raid des commandos britanniques sur les îles Lofoten est considéré comme la première victoire totale contre les Allemands pendant la Seconde Guerre mondiale. Les bulletins de victoire du Lofoten raid de la presse et de la radio britannique eurent un énorme impact sur le moral des Britanniques.
Côté nazi, l’inquiétude d'un nouveau raid commando a amené la construction de très nombreuses fortifications à Svolvær et le maintien d'une garnison surdimensionnée en Norvège.
Après ce raid, l'occupation fut très pénible pour les habitants des îles Lofoten.

Le destroyer britannique le 5 mars 1941. Au fond, les cuves de pétrole brûlent

## Réactions
En représailles, un Führer befehl, un ordre qui émanait directement du grand quartier général d'Adolf Hitler, a été publié pour détruire la ville de Svolvær.
Des soldats SS particulièrement agressifs ont été assignés aux villes de Svolvær, Kabelvåg, Stamsund et Henningsvær, faisant régner la terreur.
À Svolvaer, sept maisons occupées par la famille de sympathisants britanniques présumés ont été brûlées. D'autres maisons ont été incendiées par les SS dans les villes de Henningsvaer et de Stamsund. 
Une centaine d'otages, les premiers otages norvégiens, ont été envoyés dans le camp de concentration norvégien de Grini, situé près d'Oslo.
Après le raid britannique sur les îles Lofoten, des fortifications importantes furent réalisées par les troupes allemandes en particulier à Svolvaer. La construction de fortifications a continué jusqu'à la capitulation allemande le 8 mai 1945, Svolvaer était alors la ville la plus fortifiée en Norvège.
L'opération Claymore a amené la Gestapo à établir son quartier général pour les îles Lofoten et la région de Vesterålen à Svolvær. Après le raid sur les îles Lofoten, la Wehrmacht obtint un nombre considérable de renforts, en particulier des Waffen-SS, assignés aux secteurs du nord de la Norvège. Ces 100 000 soldats, environ, feront défaut lors des attaques soviétiques et des débarquements à l'ouest.